# Geneviève Gauthier
Geneviève Gauthier (1967) é uma matemática, estatística e cientista de decisão canadense, conhecida por seu trabalho em matemática financeira, incluindo a avaliação de opções e gerenciamento de riscos financeiros. É professora de estatística no Departamento de Ciências da Decisão da HEC Montreal.

## Formação e carreira
Gauthier é originária de Montreal e obteve bacharelado e mestrado em matemática pela Universidade do Quebec em Montreal em 1989 e 1991. Um de seus mentores foi Alain Latour. Obteve um Ph.D. em matemática pela Universidade Carleton em 1996, orientada por Donald Dawson, com a tese Multilevel Bilinear System of Stochastic Differential Equations.
Tornou-se membro do corpo docente da HEC Montreal ao concluir seu doutorado em 1996, e foi promovida a professora titular em 2008. Chefiou o Departamento de Ciências da Decisão de 2013 a 2016.

## Reconhecimento
Em 2018 a Statistical Society of Canada selecionou Gauthier como vencedora do Prêmio SSC de Impacto do Trabalho Aplicado e Colaborativo, "por suas excelentes contribuições para a promoção de metodologias estatísticas inovadoras em engenharia financeira e na formação de pessoal altamente qualificado".

## References
1. ↑  Ano de nascimento em VIAF authority control record, acessado em 16 de janeiro de 2022
2. ↑  Geneviève Gauthier, Professor, Department of Decision Sciences, HEC Montreal, consultado em 16 de janeiro de 2022
3. 1 2 3  Geneviève Gauthier, SSC Award for Impact of Applied and Collaborative Work 2018, Statistical Society of Canada, consultado em 16 de janeiro de 2022
4. ↑  Geneviève Gauthier (em inglês) no Mathematics Genealogy Project